# Nexuiz
Nexuiz är ett FPS-spel i 3D-miljö till PC bestående av fri programvara (det inkluderar dess motor, spelkod och data). Det är skapat av Alientrap Software och distribueras under GNU GPL-licensen (GPL). Version 1.0 släpptes 31 maj 2005. Den nuvarande versionen (2.5) släpptes i april 2009.
Nexuiz använder spelmotorn DarkPlaces som är en betydligt modifierad variant av spelmotorn från Quake.
Spelets logotyp är baserad på det kinesiska tecknet "力" vilket betyder styrka.
Spelet finns att hämta hem gratis via dess officiella webbplats.

## Överblick
Nexuiz fokuserar på att föra tillbaka FPS-genren till dess grunder med snabba, dödliga slag och balanserade vapen. Den nuvarande versionen innehåller 9 vapen (Laser, Shotgun, NexGun, Machine Gun, Electro, Rocket Launcher, Mortar, Crylink och Hagar) och 24 officiella banor, liksom 15 karaktärsmodeller med i genomsnitt 2 skins var.
Tros att Nexuiz inte är tänkt att vara ett spel med toppgrafik innehåller det ändå avancerade effekter så som coronas, bloom, Realtime World och Dynamic Lighting och shadowing, shaders (med OpenGL 2.0), offset mapping, samt High dynamic range rendering. Alla dessa effekter kan stängas av för att få spelet att köras på äldre hårdvara. 
Vill spelaren aktivera hela den mängden av grafiska effekter som finns i Nexuiz krävs en högpresterande dator med hårdvara av nyare modell. Annars är risken stor att alla påslagna effekter kommer resultera i en ospelbar upplevelse.
Nexuiz är framför allt inriktat på multiplayer (dock inkluderas en hel single player-kampanj, vilket tillåter spelaren att spela igenom de olika multiplayer-speltyperna och banorna med bottar). Det stöder även nya speltyper eller totalt omgjorda versioner som snabbt går att lägga till (i stor likhet med Quake). Nexuiz stöder många, om inte alla, Quakemodifikationer (men alla kanske inte fungerar lika bra). För närvarande finns ett fåtal hemmagjorda modifikationer samt banor.

## Historia
Sommaren 2001 började Lee Vermeulen utveckla spelet som en Quakemodifikation. Projektet ändrades kort därefter till att använda Quakemotorn DarkPlaces, skapad av Forest "Lordhavoc" Hale. Hale anslöt sig senare också till projektet. Nexuiz 1.0 släpptes efter fyra års utveckling den 31 maj 2005. Detta skedde utan någon budget att tillgå. Utvecklarna valde att licensera spelet helt och hållet under GNU GPL. I slutet av juni hade över en kvarts miljon människor laddat ned det. Utvecklingen fortsatte efter den ursprungliga utgivningen:
- 1.1 utgavs kort därpå[5]
- 1.5 släpptes 14 februari 2006[6]
- 2.0 släpptes 14 juni 2006[7]
- 2.1 släpptes 9 september 2006[8]
- 2.3 kom 31 maj 2007

## Finesser

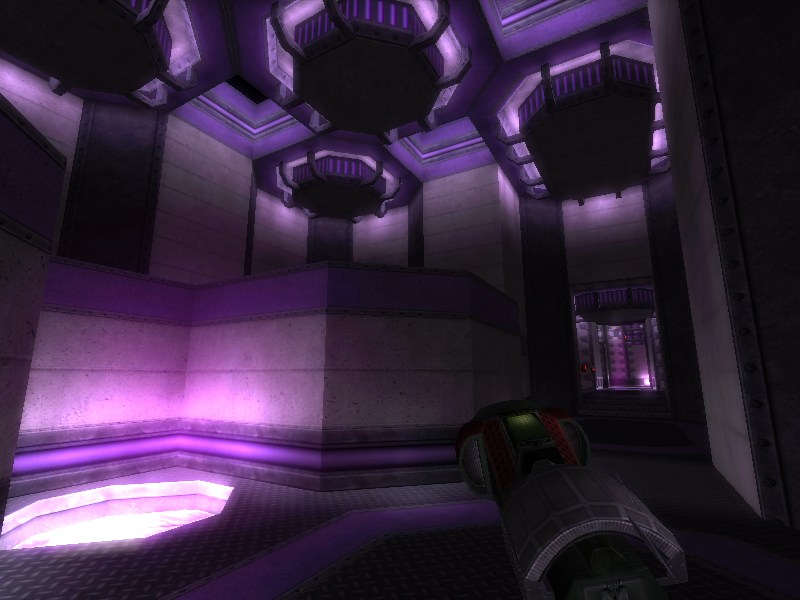
Vissa banor i Nexuiz har ett futuristiskt utseende.

- Tillgängligt för X Windows System (på GNU/Linux och Unix), Mac OS och Microsoft Windows
- Kan köras på gammal hårdvara och dra nytta av ny hårdvara
- En del futuristiska science-fictionmiljöer
- Multiplayer (med server browser); stöder upp till 64 spelare
- Stöd för bottar
- Använder samma banformat om Quake III Arena - många verktyg för att skapa innehåll är tillgängliga
- QuakeC server-sideprogrammering
- Valbart dynamic lighting system liknande det som går att finna i Doom 3
- Avancerat modellformat som använder skeletal-animation
- En unik raketkastare med projektil och eldgivningshastigheter liknande Unreal Tournaments raketkastare. Nexuiz raketkastare skiljer sig dock från den i Unreal Tournament i det avseendet att den kan detonera raketer halvvägs upp i luften. Det här skapar ett nytt element av raketstrategi
- Alternativa sätt för eldgivning

## Skärmdumpar

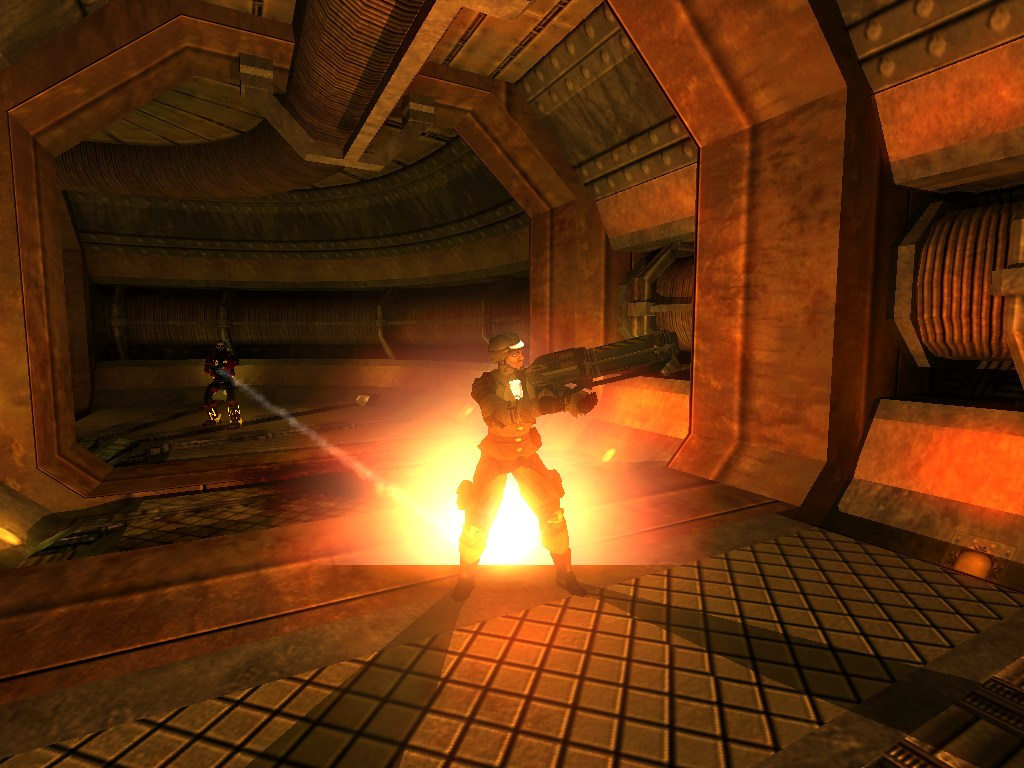
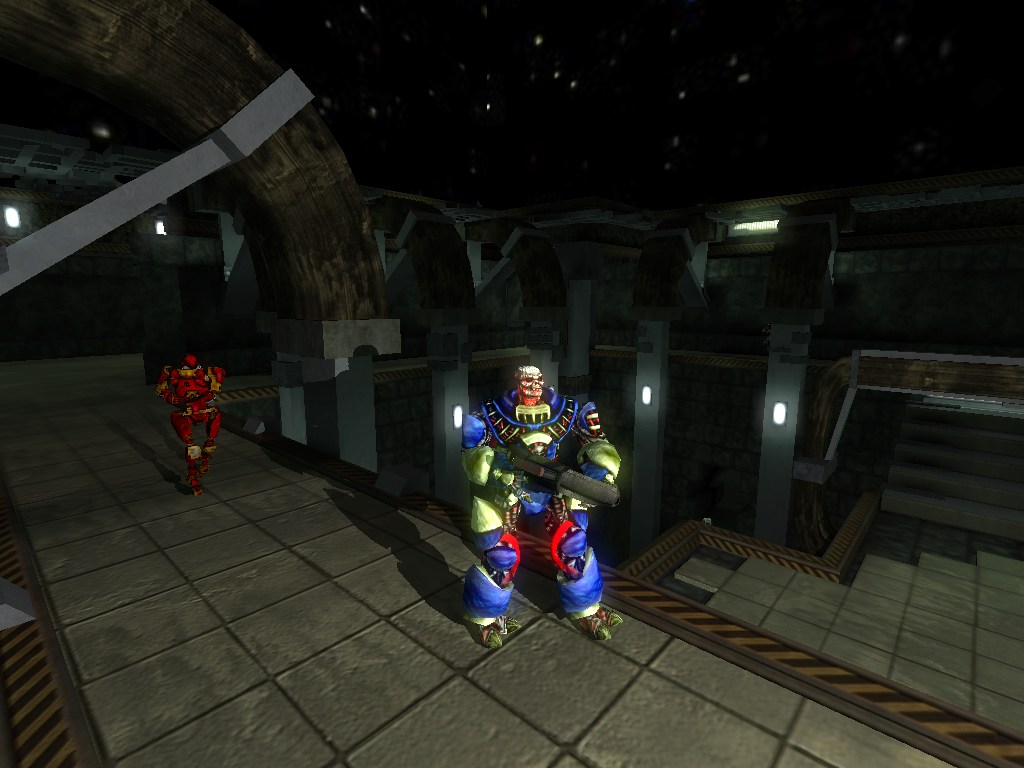
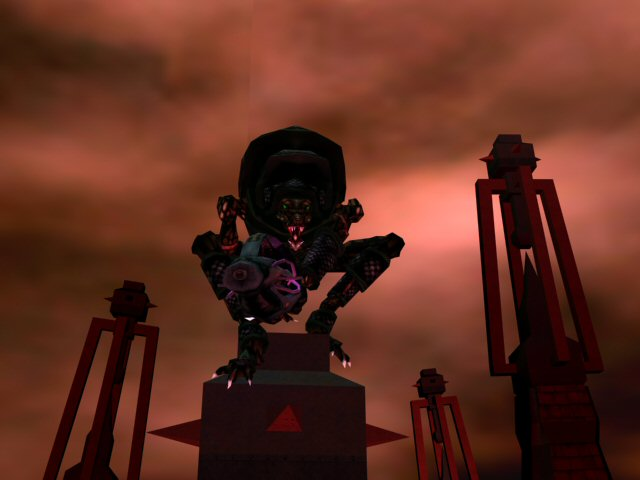
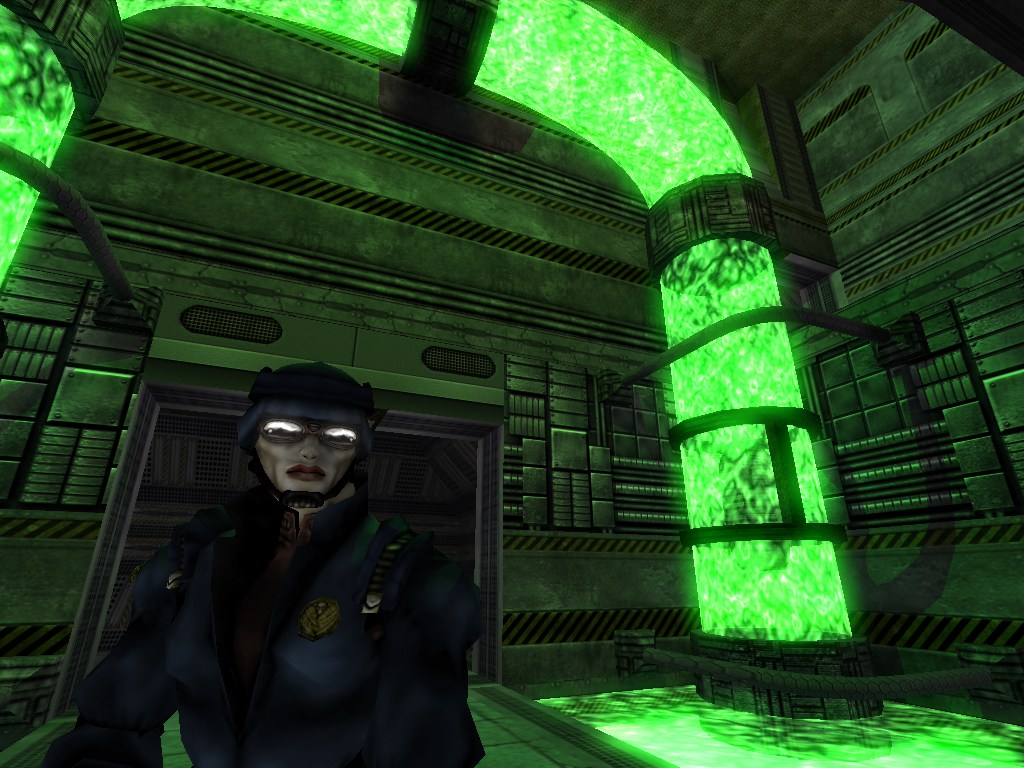